# Origami

Una piega "a petalo", tra le tecniche base dell'origami

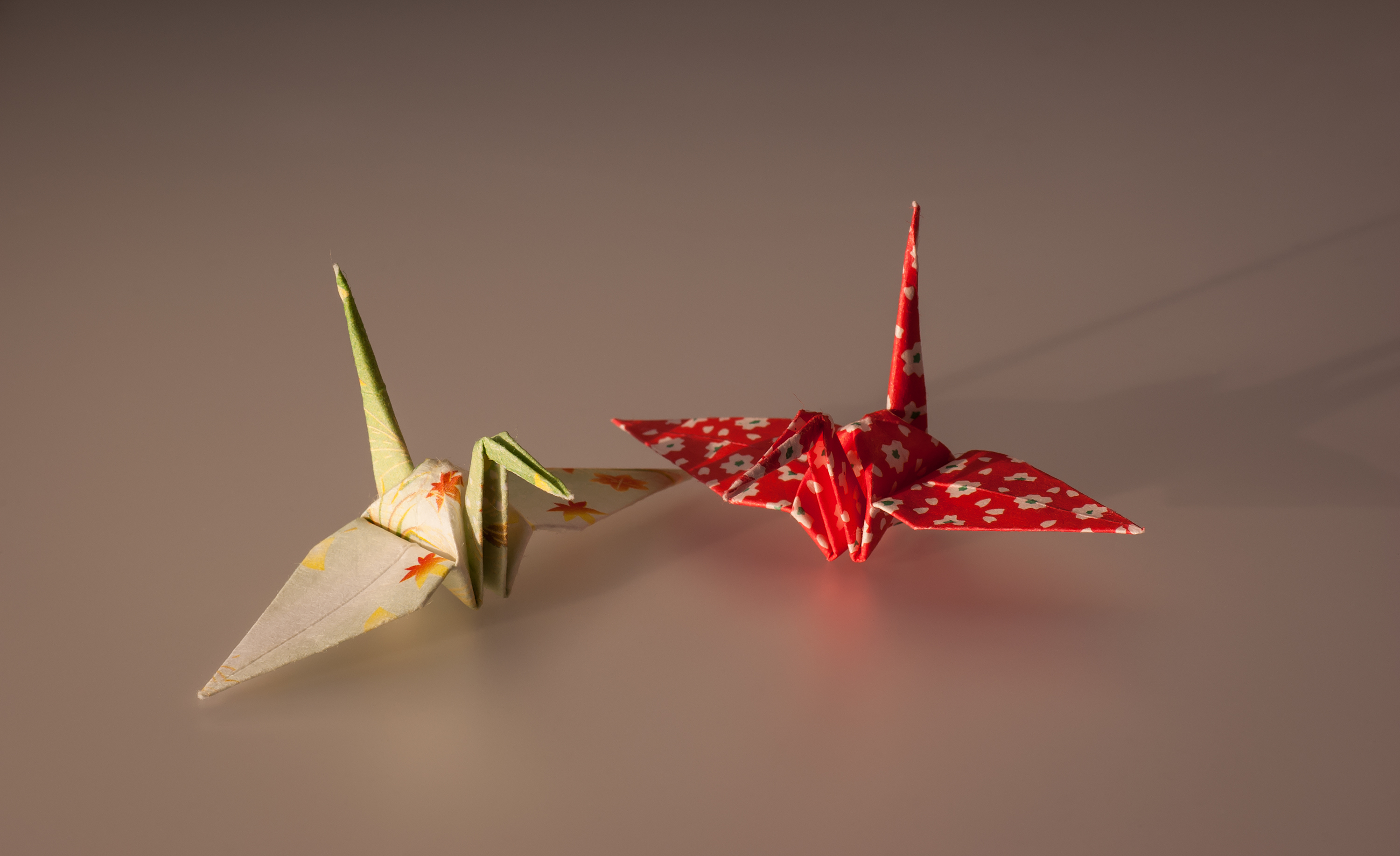
Orizuru

Con il termine origami (折り紙?) (dal giapponese, oru piegare e kami carta) si intende l'arte di piegare la carta e, sostantivato, l'oggetto che ne deriva. Il termine è di origine giapponese, ma esistono tradizioni della piegatura della carta anche in Cina (折纸S, Zhe ZhiP), tra gli Arabi e in Occidente.
La tecnica moderna dell'origami usa pochi tipi di piegature combinate in un'infinita varietà di modi per creare modelli anche estremamente complessi. In genere, questi modelli cominciano da un foglio quadrato, le cui facce possono essere di colore differente, e continua senza fare tagli alla carta, ma l'origami tradizionale era molto meno rigido e faceva frequente uso di tagli, oltre a partire da basi non necessariamente quadrate. Alla base dei principi che regolano l'origami, vi sono senz'altro i principi shintoisti del ciclo vitale e dell'accettazione della morte come parte di un tutto: la forma di carta, nella sua complessità e fragilità, è simbolo del tempio shintoista che viene ricostruito sempre uguale ogni vent'anni, e la sua bellezza non risiede nel foglio di carta. Alla morte del supporto, la forma viene ricreata e così rinasce, in un eterno ciclo vitale che il rispetto delle tradizioni mantiene vivo.

## Storia

### Le origini
L'origine degli origami giapponesi è strettamente legata alla religione shintoista e la valenza sacrale della carta è anche testimoniata dal fatto che in giapponese la parola carta (紙) e dei (神) si pronunciano entrambe kami.
Le prime forme di origami, dette go-hei, erano costituite da semplici strisce di carta piegate in forme geometriche e, unite ad un filo o ad una bacchetta di legno, utilizzate per delimitare gli spazi sacri.
A causa dell'estrema semplicità di queste prime forme di piegatura della carta, alcuni fanno invece risalire l'origine dell'origami all'epoca Muromachi (1392-1573), riconducendola alle cerimonie del dono augurale del noshi-awabi ai samurai: questo particolare mollusco, simbolo dell'immortalità, veniva offerto all'interno di un astuccio di carta, che con il passare del tempo divenne piegato in modo sempre più complesso fino ad acquistare dignità di dono in sé.
È uso giapponese donare un origami a forma di gru. Infatti la gru (per i giapponesi) è simbolo di purezza.

### Il periodo Heian
Il periodo di affermazione degli origami nella religione shintoista e nella cultura giapponese è riconducibile al periodo Heian, durante il quale la corte imperiale raggiunse l'apice della propria raffinatezza. È in questo periodo che si afferma, durante quella che sarebbe poi diventata l'Hinamatsuri o festa delle bambine, la tradizione della bambola fluttuante (雛流し?, Hina-nagashi): una bambola di carta veniva posta su una barca, anch'essa realizzata ad origami, e lasciata trasportare dalla corrente di un fiume fino al mare. Successivamente quest'usanza venne sostituita da quella, più complessa, di ricostruire ritualmente con l'origami la corte imperiale, con i suoi personaggi negli abiti rituali: per questo tale festa, detta festa delle bambine, viene anche indicata con il termine festa delle bambole (雛祭り?, Hina-matsuri), appunto. Le bambole rituali di carta (雛人形?, hina-ningyō), oggi sostituite da vere e proprie bambole in stoffa e porcellana, venivano sistemate su piattaforme di stoffa rossa secondo un rigido ordine gerarchico che vedeva, dall'alto verso il basso:
- sul primo gradino: l'imperatore (お内裏さま?, O-Dairi-sama) e l'imperatrice (お雛さま?, O-Hina-sama), laddove il termine dairi significa palazzo imperiale e hina significa fanciulla o principessa: le bambole della corte imperiale vengono tradizionalmente posizionate di fronte ad uno scrigno dorato, originariamente anch'esso realizzato ad origami;
- sul secondo gradino: tre dame di corte (三人官女?, San-nin kanjo) raffigurate nell'atto di reggere una teiera da sakè;
- sul terzo gradino: cinque musicisti maschi (五人囃し?, Go-nin bayashi) di cui quattro reggono ciascuno un diverso strumento musicale, mentre il quinto, il cantante, ha tra le mani un ventaglio;
- sul quarto gradino: due bambole di funzionari (大臣?, Daijin), comunemente definiti la mano destra (右大臣?, Udaijin)) e la mano sinistra (左大臣?, Sadaijin);
- sul quinto gradino: varie miniature di oggetti quotidiani e rituali, come stoviglie e teiere, fiori, armi e abiti.

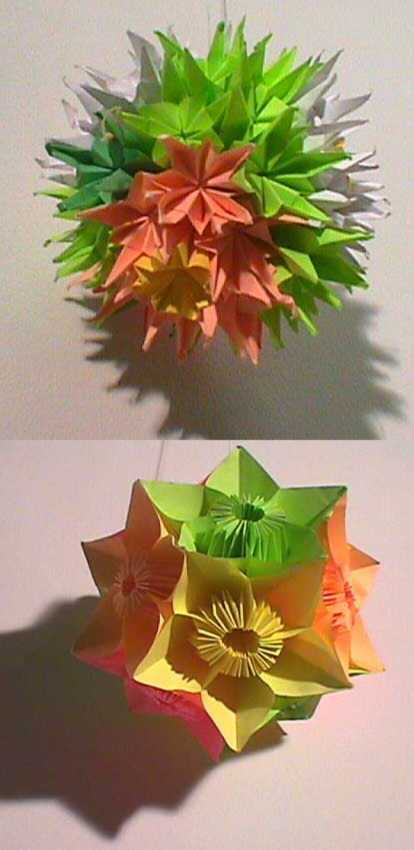
Due esempi di Kusudama realizzati ad origami

Analogamente, al periodo Heian viene ricondotto anche il coinvolgimento dell'origami nelle cerimonie per la festa Kodomo no hi (子供の日?), dedicata ai bambini. Il nome originario della cerimonia, Tango no Sekku (端午の節句?), la rende identificabile con una versione giapponese della festa cinese della barca in forma di drago (端午節?, Duānwǔ Jié) e fa riferimento ad un chiaro rapporto con l'acqua. Durante la festa, era uso che i bambini fabbricassero bandiere di carta in forma di carpa da appendere fuori dalla porta di casa, usanza conservata ancora oggi. In queste strutture si inseriscono nella tradizione dei kusudama, o sfere medicinali, insieme di ramoscelli ed erbe mediche che veniva appeso fuori dalla porta di casa per tenere lontani gli spiriti maligni e le malattie: anche questa abitudine, con il tempo, si è trasformata in un'usanza che coinvolge l'origami. Oggi il kusudami è realizzato assemblando vari fiori di carta o, con una tecnica più complessa, da un unico grande foglio. Inoltre, le feste del Kodomo no hi e della Hinamatsuri nella sua forma originaria, sono strettamente legate alla festa di Obon, tradizionale festività primaverile durante la quale venivano affidate alle acque di un fiume tradizionali barchette di carta che, secondo l'usanza, avrebbero recato le anime dei morti tra i vivi per tre giorni di celebrazioni, prima di essere ricondotte al loro mondo.
Un'altra festa shintoista dedicata ai bambini e durante la quale vengono realizzate offerte ad origami è il Shichi-Go-San (七五三? letteralmente sette-cinque-tre, con riferimento alle età dei bambini festeggiati).
Anche la rana è una tradizionale forma origami di origine Heian, che trova significato nel doppio significato della parola kaeru, che significa sia "rana" che "ritorno a casa" e che indicava quindi l'animale come un buon augurio per coloro che stavano per intraprendere un lungo viaggio. L'epoca Heian (e il periodo Nara in particolare) vede infine l'importazione del buddhismo di numerose feste cinesi, tra cui il Tanabata, che vede la celebrazione attraverso decorazioni urbane originariamente realizzate ad origami e oggi ricavate dalla plastica, e lo Hanami (花見?), durante il quale si realizzano lanterne e decorazioni di carta e fiori. Il loto in particolare è una forma origami legata al buddhismo e a queste feste.

### Il periodo Edo
La fioritura dell'origami nel periodo Edo è generalmente esemplificata con la storia della figura della gru, oggi uno degli origami tradizionali giapponesi più noti e la cui tecnica venne perfezionata proprio attorno al XVIII secolo: al 1797 appartiene infatti uno dei più noti libri sull'origami, Piegatura delle mille gru di Sembazuru Orikata. La pratica fa riferimento al particolare valore della gru come simbolo di immortalità e alla leggenda secondo la quale chiunque pieghi mille gru vedrà i desideri del proprio cuore esauditi. Realizzare per sé o regalare i tradizionali "grappoli" di mille gru (折鶴 oridzuru) è quindi considerata una pratica simile agli ex voto della cultura cattolica: l'aneddoto più noto legato a questa tradizione è quello di Sadako Sasaki, una bambina esposta alle radiazioni della bomba atomica di Hiroshima era sul proprio letto di morte a causa della leucemia. La bambina iniziò allora a piegare le mille gru, ma morì prima di riuscire a portare a compimento la propria opera: le venne eretta una statua nel Parco della Pace di Hiroshima, una ragazza in piedi con le mani aperte ed una gru che spicca il volo dalla punta delle sue dita, ogni anno questo monumento è adornato con migliaia di corone di mille gru.
La storia di Sadako è diventata soggetto di molti libri e film ed ha portato la gru da simbolo di immortalità a simbolo di pace. In una versione della storia, Sadako scrive un haiku che tradotto in italiano suona così:
Scriverò pace sulle tue ali
intorno al mondo volerai
perché i bambini non muoiano più così
In un'altra versione, un suo compagno di classe piega il numero restante di modelli in modo che lei possa essere sepolta con 1000 gru: è questa la versione riportata nel romanzo Il gran sole di Hiroscima, di Karl Bruckner.
L'origami conserva inoltre un ruolo preponderante in numerose altre festività giapponesi. Durante il Capodanno, ad esempio, è usanza realizzare a origami e kirigami le cartoline augurali (年賀状, nengajō), le buste di denaro per i bambini (お年玉, otoshidama) e i supporti per il Kagami mochi (鏡餅): il giorno precedente, l'Ōmisoka (大晦日), viene celebrato sostituendo gli origami conservati in casa e i pannelli di carta alle pareti. Anche il primo lavoro realizzato durante il nuovo anno (仕事始め, shigoto-hajime) è spesso una figura tradizionale dell'origami. Durante la festa di San Valentino, durante la quale in Giappone sono le donne a eseguire il dono rituale di cioccolatini (義理チョコ, giri-choko), gli astucci per i dolci sono spesso realizzati ad origami in una forma che può riecheggiare il noshi: il corrispettivo maschile è il cosiddetto White Day.
L'opera del giapponese Akira Yoshizawa, un creatore prolifico di origami e scrittore di libri sull'argomento, ha ispirato un moderno rinascimento di questa pratica. L'origami moderno ha attirato un seguito mondiale, con modelli sempre più intricati e nuove tecniche come il wet-folding, la pratica di inumidire il foglio durante la piegatura in modo che il prodotto finito mantenga meglio la forma, o il soft-folding, in cui la carta viene piegata in modo più deciso o più morbido per creare effetti particolari.
Una variazione dell'origami semplice è l'origami modulare, in cui molti modelli sono assemblati per formare un unico insieme decorativo.

### L'origami moderno e l'occidente

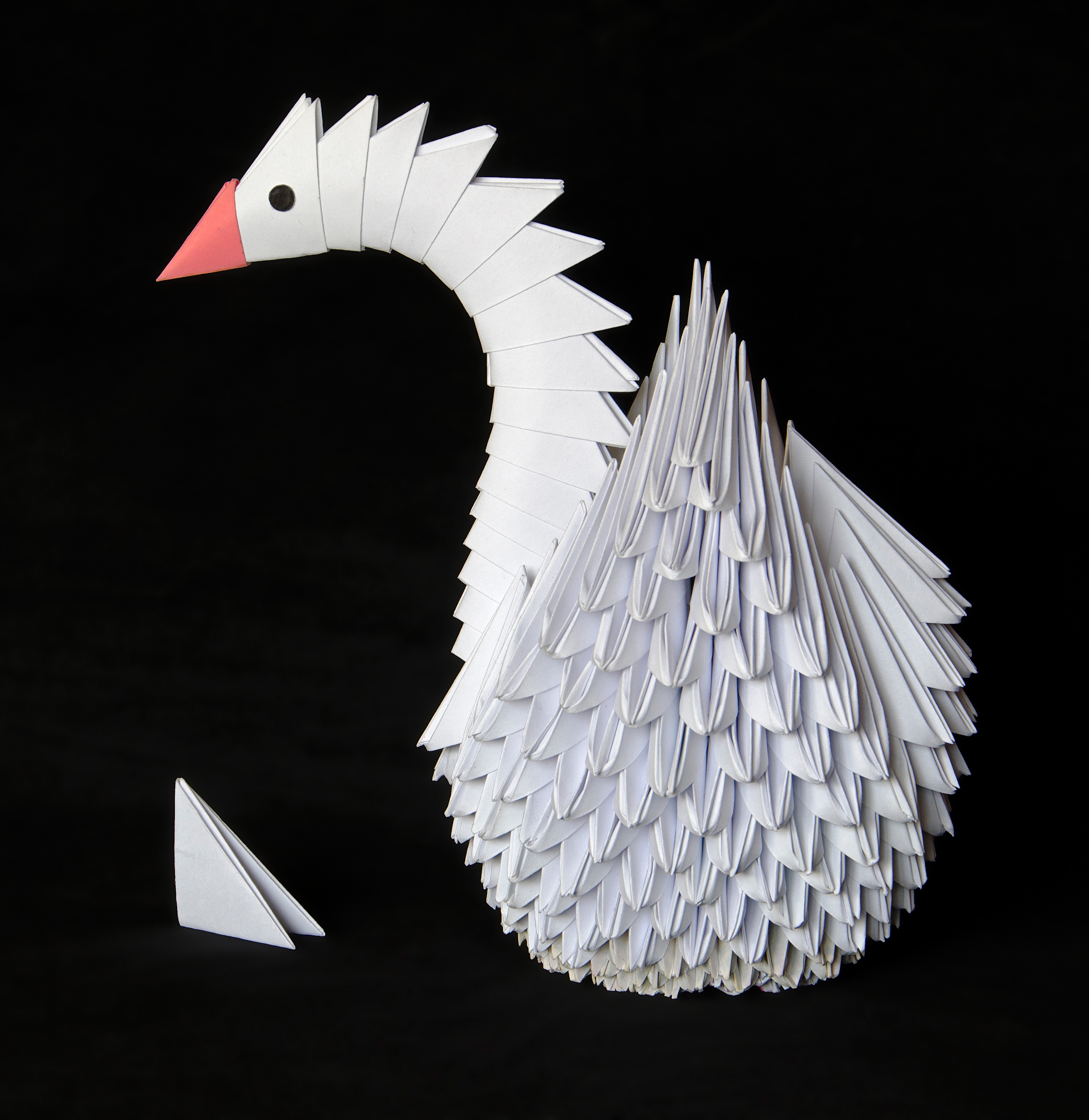
Origami modulare di un cigno

Come si è detto, la diffusione dell'origami in occidente si può ricondurre al libro di Sembazuru Orikata, affiancato dalla sezione sull'origami del testo enciclopedico Kan no mado (letteralmente, Finestra sulla stagione fredda): per il primo libro occidentale sull'origami, tuttavia, bisognerà attendere il 1928 con Fun with Paperfolding di Murray e Rigney, seguito dal Paper Magic di Robert Harbin (in gran parte basato, a sua volta, sugli studi Gershon Legman). Alla base di questi volumi vi è la prima teorizzazione occidentale riguardo all'origami, ad opera di Josef Albers, padre della teoria moderna dei colori e della corrente minimalista. All'interno del proprio progetto pedagogico, insegnò l'arte della piegatura degli origami tra il 1920 ed il 1930 adottando fogli circolari che venivano piegati in spirali e forme ricurve. Le sue opere hanno influenzato visivamente gli artisti di origami moderni come Kunihiko Kasahara, mentre le sue teorie si inseriscono nella pedagogia moderna attraverso l'opera di Friedrich Fröbel (1782 - 1852), che riconobbe il potenziale educativo degli origami e lo introdusse come strumento nel suo 'kindergarten system' nei primi anni dell'Ottocento.
The Art of Chinese Paper Folding di Maying Soong (1948) è stato invece il primo libro a individuare le differenze tra l'origami e l'arte cinese di piegare la carta, sostanzialmente riconducibile all'interesse dei giapponesi per gli animali e a quello cinese per oggetti inanimati come le barche e gli edifici. Tra le tecniche di base, la base busta viene individuata come originaria della Cina: tra le forme tradizionali che prendono forma da essa, il più noto è il cosiddetto cappello dello studente.
L'opera di Akira Yoshizawa ha imposto definitivamente il termine "origami" come sinonimo della piegatura della carta e in tutto il mondo solo alcuni ambienti conservatori cinesi utilizzano un altro termine, ovvero l'originario Zhe Zhi. Oggi, l'origami si è sviluppato come arte a sé ma ha contaminato anche altri ambiti, sia artistici che scientifici.

## L'origami nel mondo
Oltre che in Giappone e in Cina, l'origami è parte integrante anche della cultura di altre parti del mondo:
- in Vietnam pesci di origami vengono appesi agli alberi durante la festa del nuovo anno;
- nelle Hawaii i tradizionali lei (ghirlande) vengono realizzate intrecciando fiori ad elementi di carta e frutti;

## Pieghe, tecniche e basi

I passaggi per ottenere una piega rovesciata all'interno

Il procedimento per la maggior parte degli origami si può suddividere in passi più semplici costituiti da un succedersi di pieghe. Le principali sono:
- "piega a valle", ottenuta piegando il lembo del foglio in modo che all'osservatore la piega così ottenuta formi un avvallamento;
- "piega a monte", ottenuta piegando il lembo del foglio in modo che all'osservatore la piega così ottenuta formi uno spigolo;
- "piega a fisarmonica" o "doppia piega semplice", costituita da una piega a valle ed una a monte successiva;
- "piega a libro", una piega a valle che coinvolge una parte di foglio già modellata da altre pieghe, che viene così mossa lungo una direttrice come, appunto, se si stesse sfogliando un libro;

Inoltre, numerose figure origami prendono le mosse da una forma di base, una figura piana semplice realizzata sempre nello stesso modo e da cui si sviluppa la variazione che porta alla figura completa. Le principali basi sono:
- "base aquilone", costituita dalla piegatura di due lati del foglio adiacenti allo stesso angolo di modo che combacino lungo la diagonale e poi da una piegatura lungo quella stessa diagonale;
- "base pesce", una complessa forma il cui risultato finale è un rombo, così chiamata perché da essa si sviluppa in poche mosse la forma della carpa;
- "base quadrata", una base che assume la forma indicata dal suo nome dopo due successive pieghe a valle di un quadrato lungo le diagonali;
- "base triangolare", una base che assume la forma indicata dal suo nome dopo due successive pieghe a valle di un quadrato lungo le mediane;
- "base gru", variante della base pesce da cui prende forma in poche mosse la tradizionale gru augurale;
- "base fiore", ibrido tra la base quadrata e la base gru da cui si realizza il crisantemo;
- "base busta", una base che si è diffusa negli anni ottanta ispirata ai passaggi per la realizzazione del crisantemo;
- "base girandola", un'elaborazione della base busta.

L'origami a parallelogramma (quadrato, rettangolo e rombo) è descritto da un sistema di equazioni elegante.

## Materiali
Per realizzare un origami l'unico materiale che serve è la carta.
Per gli origami di livello semplice o intermedio può essere utilizzato quasi qualunque tipo di carta. Si riportano di seguito alcuni tipi di carta di ampio utilizzo presso gli appassionati di origami.
- carta da fotocopie, bianca o colorata, indicata per i principianti per il prezzo contenuto;
- carta da legatoria, decorata con disegni colorati e fantasie floreali, indicata per la realizzazione di scatole e di origami modulari;
- carta metallizzata;
- carta velina, sottile e resistente, indicata per i modelli complessi ma molto difficile da maneggiare;
- carta sandwich, realizzata incollando uno o più strati di carta velina su sottili fogli di alluminio (come quelli usati in cucina), indicata per i modelli molto complessi;
- carta washi fabbricata a mano, carta molto costosa di produzione giapponese, decorata con disegni che richiamano la stoffa dei kimono, indicata per la realizzazione di modelli semplici;
- carta pelle di elefante (o finta pergamena).

## Artisti e teorici
- Akira Yoshizawa - il creatore delle moderne tecniche di piegatura e di disegno
- Robert Harbin - famoso origamista britannico noto anche per i suoi programmi televisivi sull'origami
- Eric Joisel - maestro nella "piegatura inumidita" (wet-folding)
- Tomoko Fusé
- Kunihiko Kasahara
- Satoshi Kamiya
- Toshikazu Kawasaki

## L'origami nelle arti

### In architettura
- il terminal del Chūbu Centrair International Airport, in Giappone, nelle intenzioni progettuali avrebbe dovuto essere modellato sulla forma di una gru d'origami;
- il tetto del Putrajaya Convention Centre è realizzato come una spigolosa piramide di origami plissettato;
- il padiglione che contiene la giostra Journey Into Imagination a Disney World è modellato come una piramide di carta e al suo interno parte della giostra è costituita da un carosello di animali origami;

### In letteratura
L'arte di piegare la carta, come si è detto, ha un grande ruolo nel libro Il gran sole di Hiroscima.
Secondo l'autore, l'origami avrebbe inoltre una propria voce nella Guida galattica per gli autostoppisti, guida fittizia creata da Douglas Adams e al centro di una serie di libri di fantascienza omonima.

### Al cinema
Nel film Blade Runner, un ruolo rilevante hanno gli unicorni di carta realizzati da Gaff, che (secondo alcune interpretazioni) nelle intenzioni del regista avrebbero dovuto indicare un finale in cui anche Deckard è un androide. Sono dediti all'origami anche Hannibal Lecter nel film Il silenzio degli innocenti e Cameron Poe in Con Air.

### Nella cultura di massa
L'origami è spesso al centro di programmi televisivi per bambini, in cui viene loro insegnato passo per passo come realizzare forme, spesso animali, piegando la carta. Pioniere in questo, come si è detto, fu l'inglese Robert Harbin: in Italia, negli ultimi anni, i programmi per bambini che più si sono distinti per questo approccio sono stati L'albero azzurro e Art Attack. Pionieristica è stata inoltre l'opera di Francesco Misseri, che nel 1978 realizzò ad origami e in stop motion la serie Quaq Quao, in cui venivano narrate le avventure di una giovane anatra e ogni dettaglio era interamente costituito da carta piegata di fronte alla telecamera. Un suo corrispettivo americano è l'episodio "Napkin Squirrel" di Planet Sketch, realizzato dagli Aardman Studios. 
L'origami viene citato inoltre in alcune serie televisive:
- nella serie tv La casa di carta (in versione originale La Casa de Papel) nella quale il Professore crea innumerevoli origami durante conversazioni con l'Ispettore Raquel.
- nella serie tv Prison Break, il protagonista Michael Scofield si serve di una gru origami per evadere dalla prigione di Fox River.
- un personaggio del manga Naruto, Konan, usa degli origami per eseguire le sue tecniche.
- è tratto caratteristico di uno degli antagonisti nella serie televisiva statunitense Le avventure di Pete & Pete, in cui il "papercut", interpretato da Christopher Conte, può piegare la carta in un'infinita varietà di forme che spesso servono allo scopo del modello originale;
- viene praticato da Aki Sawada nella serie giapponese Kamen Rider 555: il personaggio ha l'abitudine di incendiare un animale di carta prima di sferrare un attacco;
- nella serie televisiva Ninja Sentai Kakuranger, è alla base della tecnica di attacco della giovane Tsuruhime;
- l'origami compare nell'episodio "Thirty Minutes over Tokyo" della serie televisiva I Simpson, in cui Homer realizza una gru con un assegno da un milione di yen e questo gli sfugge, strappato via dal vento;
- un cigno di origami ha un ruolo simbolico nell'episodio pilota della serie Prison Break;
- l'origami è l'unica forma di comunicazione del guerriero muto Kano nella serie The Venture Bros;
- Yoko di Timothy Goes to School è appassionato di origami;
- la BoatMobile di Mermaid Man (in Italia Waterman) e Barnacle Boy (in Italia Supervista) nella serie SpongeBob è un origami animato;
- nella serie GoGo Sentai Boukenger il villain Yaiba, detto "The Paper Crane Ninja", utilizza l'origami per una sua tecnica di attacco;
- nella serie di fumetti e anime Inuyasha, utilizzato dal comprimario Byakuya come arma per creare illusioni: tra le forme che realizza e ingrandisce magicamente, il principale è il fiore, che viene usato come canale per un attacco di fuoco;
- nel fumetto Sukeban deka, utilizzato dalle protagoniste come arma tagliente;
- in Ghost in the Shell viene citata la leggenda delle mille gru quando un ragazzo realizza gli origami con la mano sinistra, l'unica parte del corpo non rimasta paralizzata, per far risvegliare Motoko Kusanagi dal coma;
- fiori di origami vengono realizzati durante la Bloody Valentine War descritta in Gundam;
- nella serie Flame of Recca, l'oggetto detto Shikigami conferisce l'abilità di infondere nella carta un po' dell'aura vitale di chi lo impugna, animando così gli origami;
- nel fumetto Teen Titans Go!, adattamento della DC comics della serie televisiva d'animazione Teen Titans, compaiono i tre nemici Forbice, Carta e Sasso: l'abilità di Carta consiste nell'allungarsi e piegarsi a piacimento, secondo gli schemi dell'origami;
- nella serie animata Samurai Champloo, il messaggero Oshaberi Ichiemon indossa un cappello di origami;
- in un episodio della serie Drawn Together, il personaggio Paper Baby sogna di diventare, da grande, un cigno di origami;
- nell'anime Raimuiro Senkitan, il personaggio di Sarasa Honda è appassionato di cultura occidentale ma indica più volte nell'origami il segno della superiorità del Giappone, teorizzando che gli occidentali non usino regalarsi bambole di carta perché non sono capaci di realizzarle;
- Okuni Dohan della serie Shuriken School ha uno spiccato talento per l'origami.
- nel numero 2597 del 6 settembre 2005 della rivista italiana Topolino è stata pubblicata la storia Paperino maestro di origami, Trama e sceneggiatura di Sergio Badino, disegni di Marco Meloni.
- nel manga la Collina dei Pesci Rossi, o Kingyozaka Noboru, la protagonista Nishiki è solita fare degli origami a forma di gru con all'interno degli appunti per ricordarsi meglio le cose.

### Nella musica
- Origami è il titolo della seconda traccia dell'album Watchful, degli Amoeba.
- Per promuovere il suo nuovo album This delicate thing we made, il cantante Darren Hayes nel suo sito[2] illustra come realizzare un cigno con la tecnica dell'origami: i cigni realizzati dai fan avranno al loro interno un desiderio e dovranno essere lasciati dove qualcuno, amico o sconosciuto, possa trovarli.
- Il penultimo album della hard-rock band Uriah Heep si chiama Sonic Origami, lasciando intendere il mix musicale del disco stesso.
- Psyche Origami è un rapper statunitense.
- Origami è il titolo di una canzone di Ani DiFranco pubblicata nel 2004 nell'album Educated Guess.
- Origami è il titolo di una canzone di Rkomi, pseudonimo di Mirko Manuele Martorana pubblicata nel 2018 nell'album Ossigeno.

### Nel teatro
- l'origami era utilizzato da Ennio Marchetto e il suo costumista Sosthen Hennekam per realizzare alcuni strumenti e abiti di scena.

### Nella moda
La borsa Pliage della maison Longchamp è ispirata all'arte giapponese dell'origami. Semplice e ingegnosa, è diventata un classico in tutto il mondo (AMC).

### Nel merchandising
L'origami è legato ad un grande numero di trademark giapponesi, primo fra tutti il personaggio di Hello Kitty.
Inoltre, la Squaresoft ha iniziato con Final Fantasy VIII a realizzare libri di origami per realizzare i personaggi e gli scenari piegando la carta.

### Nei videogiochi e nei giochi di ruolo
- Nel gioco on-line Ancient Anguish, è un talento che il giocatore può scegliere;
- È necessario per superare una prova nel videogioco Trinity di Brian Moriarty;
- Nella serie di videogiochi Star Fox, una dimensione bonus alternativa chiamata "Out of This Dimension" è interamente popolata da aeroplanini di carta e creature origami;
- In Mortal Kombat II, l'origami è inserito tra gli atti di amicizia che possono essere compiuti al termine di un combattimento invece di uccidere l'avversario: la mossa è detta Friendship e costituisce il dono di una bambola di carta da parte di Jax alla sua "vittima";
- L'origami è al centro del videogioco Heavy Rain - The Origami Killer;
- Nel videogioco Stranglehold alcuni origami sono sparsi tra i livelli e costituiscono bonus da raccogliere.
- In "Alice: Madness Returns" il mondo "Misterioso oriente" è popolato da creature fatte di carta piegata.
- In L.A. Noire il piromane di cui si indaga alla fine del gioco ha la passione per gli origami.
- In To the Moon, si trovano sparsi molti coniglietti fatti in origami.
- Gli origami sono gli antagonisti principali del videogioco Nintendo Paper Mario: The Origami King.

## Applicazioni
Tramite gli origami, ed in generale con pieghe applicate in un foglio, è possibile risolvere le equazioni cubiche della geometria analitica le quali sarebbero impossibili utilizzando soltanto la riga ed il compasso.